# Corrector Yui
Corrector Yui (コレクターユイ Korekutā Yui?) es un anime creado por Kia Asamiya para su hija. También existe el manga, a cargo de Keiko Okamoto, editado en la revista Ciao. La serie consta de 52 episodios divididos en dos temporadas de 26 capítulos. Se puede decir que es un cruce entre magia y tecnología del futuro.

## Argumento
En el año 2020, los ordenadores influencian el mundo. Desde profesores digitalizados hasta los vehículos autopilotados. Yui Kasuga, una estudiante de secundaria de 14 años no muy buena con la informática, anhela ser una superheroina que pueda salvar el mundo. Un día, haciendo su tarea, es absorbida por su computadora, dentro de la cual una criatura llamada I.R. le informa de que ha sido encargada con la misión de salvar la RedCom, la red virtual equivalente a internet en ese mundo. Para ello, ha de "corregir" los daños causados por Grosser, un virus que pretende infectar toda la red. Pese a sus inseguridades internas al no entender muy bien la informática, Yui acepta para proteger las vidas de las personas conectadas a la red y cumplir su sueño. Junto a I.R. busca a los 7 softwares correctores, creados por el Profesor Inukai, que han dejado de mantener la RedCom bajo control.
Los softwares tienen personalidades y habilidades únicas, así que, mientras que unos son hostiles con ella, otros acceden a ayudarla sin problemas. A menudo suele luchar contra los secuaces de Grosser, conocidos como corruptores.

### Primera temporada
Mientras Yui Kasuga intenta acceder a la RedCom en el colegio, cree haber visto un objeto naranja en su pantalla, el cual ha desaparecido. Cuando carga sus datos en casa, éste reaparece y se introduce a sí mismo como I. R., una inteligencia artificial que buscaba a Yui. Le explica que el virus Grosser está infectando la RedCom y que necesita su ayuda para detenerlo. Para ello, debe encontrar unos software Correctores que han dejado de funcionar correctamente. De esta forma, protegerán a la humanidad conectada a la RedCom de la infección global del virus.
Al final de la primera temporada, Yui descubre que, si inicia el programa corrector en contra de Grosser, a cambio, suprimirá a los 7 softwares con los que desarrolló amistades. Tras convencerla de hacerlo igualmente, Yui ejecuta el programa y los softwares se despiden de ella para siempre.

### Segunda temporada
Además de haber sido restablecida, el tiempo pasa 256 veces más rápido desde la perspectiva de Yui, al contrario que en la vida real, donde el tiempo fluye de forma normal. Yui y los software Correctores se enfrentan a Bogles, un virus relacionado con una niña misteriosa que aparece en todos los brotes de infección virtual. Ai Shinozaki, es introducida en la serie como una Correctora como Yui, que busca el virus independientemente de Yui y su grupo.

## Mundo real
El mundo real en la serie se establece en un ambiente futurista, donde la vida es mucho más sencilla gracias a la RedCom, los softwares y los robots. Un ejemplo claro es el de la Red Médica, el cual administra todos los procedimientos en caso de emergencias médicas en la ciudad, incluida la vigilancia del estado de los pacientes ingresados. También existe la realidad virtual, que permite al usuario de la RedCom navegar de forma cómoda por ésta.

## RedCom
Este mundo virtual es el Internet de la serie, en la cual todos los humanos pueden ingresar, ya sea usando una URV (Unidad de Realidad Virtual), o usando un ComCon. Desde la Segunda Temporada, el tiempo pasa 256 veces más rápido allí que en el mundo real, o sea que mientras transcurre un segundo en el mundo real, transcurren 4 minutos y 16 segundos en la RedCom). Sin embargo, estar demasiado tiempo allí, puede causar problemas sobre el cuerpo que son conocidos como "Fiebre de RedCom". Por eso en las URV, hay programas a prueba de fallos que expulsan las personas automáticamente después de 10 horas al día en la RedCom. Pero los ComCon no tienen esta característica, por eso los que usan estas pulseras, son más vulnerables de adquirir la enfermedad.

## ComCon
Esta pulsera se utiliza en cada Corrector como el acceso, la comunicación, la transformación, el radar, el transmisor y el dispositivo receptor. Incluso sin unidades de Realidad Virtual, cada Corrector puede entrar a la RedCom fácilmente con este. Un humano que ingresa a la Red Com usando su ComCon, desde afuera es visto como si estuviera dormido.

## Trajes elementales
Existen varios trajes elementales en la RedCom:
Traje elemental (Hada Electrónica)
Es el traje usual de Corrector Yui, traje usado para iniciar sobre los virus. El traje fue copiado del parque de diversiones del padre de Yui. Es de color rosa, morado y blanco. Posee botas cortas, minifalda en puntas y mangas largas. El báculo (o varita mágica) es de longitud mediana y en la punta superior hay una esfera rosa con pequeñas alas. En la primera Temporada era IR quien descargaba este traje, pero en la segunda, la nueva actualización del ComCon, le permitió a Yui descargar el traje por sí sola diciendo "Traje elemental, ¡Descarga milagrosa!".
Traje elemental (Ángel Electrónica)
Es el traje usual de Corrector Haruna, traje usado para iniciar sobre los virus. El traje es verde y morado y tiene dos alas grandes en la espalda. En la cabeza tiene una aureola de plumas, y tiene guantes blancos. El báculo o cetro es pequeño, rosa y con dos puntas. Las puntas son esferas rojas con alas. El traje tiene ese estilo porque fue infectado por Grosser, pues se suponía que su traje iba a ser similar al de Yui. Al igual que Yui, IR descargaba el traje en la 1° Temporada y en la 2° Temporada lo descargaba diciendo "Traje elemental, ¡Descarga milagrosa!". El traje de Ángel Electrónica no solo es usado por Haruna, pues Yui lo usó en la 2° temporada por equivocación.
Traje elemental (Amante Electrónica)
Es el traje usual de Corrector Ai, traje usado para iniciar sobre los virus. Este traje es de color negro, con blanco y rosa. Es de mangas largas y con guantes blancos. Posee un gran moño blanco en la espalda y medias largas y negras. El traje tiene estilo colegial. El báculo tiene forma de corazón (de ahí el nombre del traje). El traje tiene ese estilo porque el Dr. Inukai lo preparó especialmente para Yui —aunque a ella le queda apretado—. Ai, al igual que Yui, descarga el traje diciendo "Traje elemental, ¡Descarga Milagrosa!".
Traje elemental de viento
Es el traje proporcionado por Control o por Ante. Es de color verde oscuro, claro, amarillo y blanco. Tiene un estilo japonés. Posee mangas largas y botines alados. El cetro es dorado y mediano y la punta superior es una esfera verde con dos alas rectas. Posee dos comunicadores de oído (uno a cada lado) y ambos son alargados y en punta. En Haruna, el traje elemental de viento es de color blanco y amarillo. La habilidad del que posee el traje, depende según el prisma otorgado. Si es otorgado por Control, posee la habilidad de rapidez y de detener el tiempo por 30 segundos. Si es otorgado por Ante, posee la habilidad de predecir el futuro.
Traje elemental de agua
Es el traje proporcionado por Eco o por Rescue. Es de color azul oscuro, claro, y blanco. Tiene apariencia de soldado. Posee mangas cortas y guantes cortos. El pantalón es de una bota más larga que la otra. Los zapatos están en forma de punta. Tiene un pañuelo largo y blanco como cinturón. El traje tiene unos pequeños toques amarillos y rojos. El cetro es blanco y en forma de sonajero. No posee comunicador de oído. En Haruna, el traje elemental de agua es idéntico al de Yui, mientras que en Ai es de color lila. La habilidad del que posee el traje, depende según el prisma otorgado. Si es otorgado por Eco, posee la habilidad de controlar la Naturaleza, y si es otorgado por Rescue posee la habilidad de sanar y proteger.
Traje elemental de fuego
Es el traje proporcionado por Synchro o por Paz. Es de color rojo con negro y blanco. Posee mangas largas con guantes rojos debajo de ellas. El pantalón es negro y largo y tiene los zapatos adheridos. Tiene un pequeño abrigo y un dispositivo circular y alado en la espalda. Tiene un pañuelo largo y blanco como cinturón. El cetro es largo y dividido en dos secciones. El comunicador de oído es en forma de balaca. En Haruna, el traje elemental de fuego es idéntico al de Yui. La habilidad del que posee el traje, depende según el prisma otorgado. Si es otorgado por Synchro, posee la habilidad de lanzar ráfagas poderosas de fuego, y si es otorgado por Paz posee la habilidad de crear artefactos de ataque y de defensa.
Traje elemental de tierra
Es el traje proporcionado por Follow o por IR. Es de color amarillo y blanco. Tiene apariencia de conejo. Posee mangas cortas y unos guantes largos. Las medias son largas y blancas. El cetro es una pata de conejo que se puede disparar como proyectil. Es muy esponjado y posee un par de orejas que son en realidad su comunicador de oído. En Haruna, el traje elemental de tierra es de color blanco y rosa y en Ai es de color blanco y lila. La habilidad del que posee el traje, depende según el prisma otorgado. Si es otorgado por Follow, posee la habilidad de cambiar de forma, y si es otorgado por IR posee la habilidad de generar fuerza sobrehumana.

## Personajes
- Yui Kasuga:

La protagonista es una chica de 14 años, alegre e inocente, que es elegida "erróneamente" por el corrector de computadora I.R. para salvar a la RedCom de los ataques de Grosser. Yui deberá encontrar los 8 correctores de computadora que ayudarán a proteger la RedCom y que son indispensables para ejecutar el programa que eliminará la amenaza que representa Grosser. Pero los correctores de Software no son la única ayuda para Yui, pues sus amigas Haruna Kisaragi y Ai Shinozaki se volverán Correctores al igual que Yui, para mantener la paz en la RedCom y en el mundo real. Yui es una niña muy servicial, leal, cariñosa y también muy valiente. Aunque es un poco mala para la computación, se desempeña muy bien como Corrector. Su sueño es ser caricaturista y actriz de doblaje. Brevemente se ve interesada en ser una idol o cantante en el episodio 9 de la segunda temporada y tuvo de single la canción (Love) mail que es parte del "Corrector Yui OST - Yui (Love) mail". A lo largo de la primera temporada se muestra enamorada de su vecino Shun Tojo (estudiante de medicina/ingeniería) que no es consciente de sus sentimientos y del que luego se descubre es primo de Ai Shinozaki, su personaje solo es mencionado en la segunda temporada y se comenta que partió a América a estudiar médicina. Suele hacer un cómic llamado "La Sección Graciosa" el cual es mostrado en el intermedio de cada episodio.
- Haruna Kisaragi:

La mejor amiga de Yui. Ella es hermosa, dulce, calmada y bondadosa. Su inteligencia y habilidad para la computación la hacen una perfecta candidata para Corrector junto a Yui y Ai en la segunda temporada. El talento de Haruna no solo se limita a la computación ya que ha demostrado que es capaz de cantar como se demostró en el episodio 23 de la primera temporada. Aparentemente el Profesor Inukai tomo en consideración la onda de voz de Haruna como forma de reconocimiento para iniciar el virus en la computadora, por lo cual se soprendió al escuchar que la voz de Yui y Haruna se parecían al cantar este mismo episodio. Se supondría que ella sería Corrector Haruna al principio, sin embargo IR escogió a Yui por error a causa de Grosser.
- Ai Shinozaki:

Es una chica reservada que es muy hábil en las computadoras y se convierte en Corrector cuando un oso de peluche le entrega un ComCon que había sido hecho para Yui. Ai trabaja por su propia cuenta. La personalidad de Ai se vuelve reservada después de la muerte de su padre (cuando Ai tenía 4 años) y el accidente en la RedCom que mantiene a su madre en estado de coma. A partir de estos sucesos Ai se muda con su tía, vecina de Yui y madre de Shun. Ai guarda una memoria de una pequeña niña con un oso de peluche, por lo cual la busca por toda la RedCom creyendo que tiene alguna relación con el accidente. Más adelante descubre que la niña estaba basada en una pintura de su madre y que su padre la creó para que fuera su amiga y que la niña la buscaba (sin saber que era Ai la destinataria a causa de la corrupción) para entregarle una carta que este le había escrito. Al principio es antipática hacia Yui, pero después Yui le enseña a ser feliz cuando se acerca a ella para ser su amiga y se una a los correctores, se muestra amable y feliz después de que su madre despierta del coma y recibe el mensaje de su padre. Al recuperarse su madre se muda a vivir con ella nuevamente debiendo cambiar de vecindario y escuela no sin antes prometer una amistad duradera con Yui y sus demás compañeros.
- Profesor Inukai:

Es el creador de los 8 programas de correctores conocidos y de la RedCom. Sufre un atentado en coche por culpa de Grosser, sin embargo queda en coma y a la vez dentro de la RedCom sufriendo de amnesia. Es el tío de Haruna y creador de Grosser. Al principio considera que Haruna debe quedarse con el ComCon y que Yui debe dejar de ser corrector, pero luego se da cuenta del entusiasmo y la valentía de Yui, y le devuelve los poderes.
Correctores:
1. Control: Corrector 1. El regulador. Se encontraba en el sitio de aventura espacial. Tiene la capacidad de detener el tiempo y de moverse a la velocidad de la luz y una personalidad de tipo "héroe". Trata a Yui como a una damisela en apuros, y dijo que no necesitaba la ayuda de una mujer. Siempre intenta destacar y ser el centro de atención, (es algo narcisista). Al principio a Yui no le agrada y a veces lo pone en contradicción con los otros correctores, aunque en realidad es un buen chico. Es el líder de todos los correctores y es algo presuntuoso. Está enamorado de Ante. El color de su prisma es el rojo y su poder elemental es el viento.
2. Synchro: Corrector 2. El sincronizador. Al final de la primera temporada se revela que él fue transformado por Grosser para convertirse en uno de sus corruptores (Lobo Guerrero); Su especialidad son sus ráfagas de fuego como ataque y como defensa. También, pero en menor medida usa su espada láser para el combate frente a frente. Es el único de los 8 que posee una personalidad emocional muy ligada a Yui, defendiéndola en ocasiones. Rehúsa convertirse en un aliado de Haruna y confiesa delante del Dr. Inukai las cualidades que lo hacen seguir a Yui y que la apoyará hasta el final. El virus Bogles le obliga a permanecer con la apariencia de Lobo Guerrero la mayoría de la 2ª temporada, recordándole sus malas acciones en el pasado, lo que le causó ser bastante explosivo. Desea transformarse únicamente por Yui. El regreso a su forma original provoca una reacción sentimental en Yui que la hace sonrojarse, por lo que se piensa que ambos tienen algo más que una amistad. El color de su prisma es el verde oscuro y su poder elemental es el fuego.
3. Ante: Corrector 3. La Predicadora. Una mujer joven que tiene el poder de ver el futuro. Se encontraba en un sitio donde predecían el futuro del amor. Sus visiones, aunque la mayoría son exactas, a veces pueden equivocarse; como cuando Yui la encontró por primera vez, antes predijo que Yui le daría la mano, pero Yui la abrazó, lo que le indicó que Yui era una niña especial. Tiene una personalidad maternal. A menudo se convierte en el objeto de coqueteos de Control, pero gracias a su habilidad, ella puede evadirlo la mayor parte del tiempo (dejando a Control en desventaja). El color de su prisma es el morado y su poder elemental es el viento.
4. Eco: Corrector 4. El conservador. Es un niño que tiene la habilidad de controlar la naturaleza, le gustan las plantas, el agua y los animales. Es rebelde y de personalidad infantil y odia a la gente que no respeta a la naturaleza. Al principio cree que el profesor Inukai lo abandonó, pero luego se entera de que este lo ama al igual que a los demás correctores y lo dejó en la selva para su propia seguridad. Al principio no se lleva bien con Yui pero luego la considera como hermana. El color de su prisma es el Naranja y su poder elemental es el agua.
5. Rescue: Corrector 5. La protectora. Se encontraba en la Red Médica. Tiene la habilidad de curar heridas y reparar los trajes elementales y también es una maestra en localizar trampas. Es muy similar a una enfermera. Tiene una dulce, ingenua y amable personalidad. Aunque no le gusta luchar, en su estilo de defensa aplica la fuerza no letal tanto como sea posible (como usar la "máquina de cosquillas" y el repelente de insectos). Utiliza una amplia gama de trampas y artefactos (llamándose a sí misma la "Princesa de las trampas"). Sus travesuras e ingenuidad molestan especialmente a Freeze (a quien siempre parece querer rescatar). El color de su prisma es azul y su poder elemental es el agua.
6. Paz: Corrector 6. El archivador. Tiene el aspecto de un señor mayor que (como su nombre lo dice) es un pacifista, puede crear artefactos, armas de alto poder y hasta vehículos pero no los usa para la guerra. Es una persona sabia, siempre habla de lo que siente que es correcto, incluso si eso le causa conflicto con los demás correctores. Cuando se encontró con Yui estaba en una isla desierta junto con Follow. El color de su prisma es verde claro y su poder elemental es el fuego.
7. Follow: Corrector 7. El compilador. Se encontraba en una isla desierta junto a Paz. Puede cambiar de forma. Es de contextura obesa, actitud dulce, casi infantil y muy juguetona. Le gusta Yui porque es "linda". Tiene la mayor potencia de memoria de todos los correctores, es buen amigo de Paz. Su capacidad para cambiar de forma puede ser una molestia para los demás, sobre todo cuando se burla de Freeze imitando a Rescue, y de Control imitando a Ante. El color de su prisma es Fucsia y su poder elemental es la tierra.
8. IR: Corrector 8. El instalador. No posee habilidad en batalla, es el compañero de Yui. Tiene la apariencia de un robo-mapache amarillo y negro. Copió el traje elemental de Yui que se encontraba escondido en el parque de diversiones creado por su padre, y durante la primera temporada era quien activaba el traje elemental. El color de su prisma es el amarillo y su poder elemental es la tierra.

### Villanos/Corruptores
Grosser
Líder de los corruptores. Al principio es un buen programa creado por el profesor Inukai para mantener y dirigir la RedCom. Tiene un contacto con Yui cuando esta aún era una niña, en el cual se ve fascinado por la empatía que expreso Yui porque fueran a desechar la computadora que el padre Yui usaba para su trabajo, esta experiencia le dio ganas de "vivir", para más tarde, crear un mundo donde el pudiera hacerlo. Cuando Inukai ve el cambio de Grosser decide crear a los correctores para devolverlo a su estado original.
Cuando el profesor Inukai elige a Haruna como corrector, Grosser, quien estaba fascinado con Yui desde el principio, confunde a IR para que la escoja a ella en vez de a Haruna como corrector, y causa que el profesor Inukai tenga un accidente. Cuando Haruna se vuelve corrector, la toma bajo control y la convierte en Haruna: "Ángel Negro".
Freeze
Es la única corruptor mujer en el equipo de Grosser. Ella es probablemente la más despiadada y competente de todo el equipo, al menos hasta que Rescue aparece. Ella tiene la capacidad de congelar cualquier cosa. En la segunda temporada pasa a ser una chica alegre, aunque no deja de ser gruñona en ocasiones. Es una aliada del grupo de correctores y de Yui. Es contratada para perseguir a la niña portadora del virus Bogles, pero fracasa en la mayor parte de la temporada. Pierde los trabajos donde se instala por causa de los incidentes del virus. Al final de la temporada descubre que puede predecir y buscar virus de computadoras y se convierte en uno más de los correctores, con su propio traje de corrector. También fue la primera en descubrir la identidad de Corrector Yui en la primera temporada. Cuando se vuelve buena pierde los trabajos como el de heladera, luego va en busca de lo que ella cree ser buena, luego que la despiden va en busca de la niña perdida que se menciona y se hace vista en un capítulo de la primera temporada y toda la segunda temporada
Jaggy
A pesar de su enorme tamaño y fuerza, Jaggy es (probablemente) el villano más inteligente (aunque no el más talentoso). La mayoría de sus tácticas incluyen la manipulación del ambiente a su antojo (aunque en la mayoría de casos no lo hace bien). Le encanta leer libros. Se convierte en el administrador de la biblioteca y parece tener sentimientos por Freeze.
Lobo Guerrero
Se asemeja a un hombre lobo con una armadura de color azul. Prefiere los combates reales cuerpo a cuerpo, usando un sable de luz de color verde y tiene la capacidad para controlar el fuego. Yui lo llama "pulgoso", lo que le desagrada. Tiene una actitud poco honorable.
Es, de hecho, el programa corrector perdido Synchro, pero lo desconoce hasta el final de la primera temporada. En la segunda temporada aparece de nuevo cuando el virus Bogles vuelve a infectar a Synchro, obligándolo a permanecer bajo esta forma casi toda la temporada. Al final deja en duda la situación amorosa que tenía hacia Yui sin saber si alguna vez estuvieron o si lo estarán.
Virus
Armado con un sable de luz y virus informáticos, es (supuestamente) más inteligente que el resto de los corruptores. No le gusta el combate real y prefiere utilizar métodos más intrigantes. Sus virus informáticos pueden ser utilizados para corromper a otros programas y hacer cumplir sus órdenes. En la segunda temporada ayuda a Yui y Haruna a identificar la fuente del virus Bogles.
Virus Bogles
Es el virus enemigo de los correctores en la 2° Temporada. Provoca brotes extraños sobre las zonas de la RedCom, brotes que tienen cierta relación con Ai, la niña del peluche. Su primer brote es en la zona que cuida Synchro, y este es infectado, siendo obligado a usar la apariencia de Lobo Guerrero. Su forma física no la muestran mucho, pero el núcleo del virus en cada brote si, y es detectado usualmente por el radar de Rescue. El virus Bogles es el responsable del coma de la madre de Ai Shinozaki.
Ryo Kurokawa
Principal antagonista de la 2° temporada. Excompañero de trabajo del Prof. Inukai y el matrimonio Shinozaki. Fue despedido por su total desacuerdo sobre el concepto de la RedCom de sus compañeros, ya que presentaba un concepto de redes que contradecía al de sus compañeros. Luego del accidente ocurrido en la RedCom 6 meses antes del comienzo de la 2° temporada, su mente quedó atrapada en la RedCom debido a que su cuerpo físico murió en dicho accidente. Es el "autor intelectual" de los brotes del virus Bogles y secuestrador de la Pequeña Ai. Fue iniciado por Yui al final de la segunda temporada. Al ser iniciado, reflexiona sobre sus acciones y muere diciendo: "Ya no tengo que odiar a nadie más..."

## Distribuidoras
- Distribuido en América por VIZ
- Distribuido en Alemania por MERAK FILM
- Distribuido en España por Luk Internacional

## Emisión internacional
- NHK (Japón)
- Chilevisión (Chile)
- Italia 1 (Italia)
- Italia Teen Television (Italia)
- AXN (España y Portugal)
- Animax (España y Portugal)
- Canal Panda (España)
- IB3 (Baleares, España)
- Canal 9 (Comunidad valenciana, España)
- Punt 2 (Comunidad valenciana, España)
- K3 (Cataluña, España)
- TV3 (Cataluña, España)
- TVCi (Cataluña, España)
- etc.TV (Chile)
- Ecuavisa (Ecuador)
- Televen (Venezuela)
- Panda Biggs (Portugal)
- Cartoon Network (México)

## Doblaje

### Japón
- Makiko Omoto - Yui Kasuga
- Akiko Kimura - Rescue
- Hiroki Takahashi - Control
- Hiroshi Kamiya - Fuji Takashi
- Kazuhiko Nishimatsu - Corrector Paz
- Kazuki Yao - Kasuga Shin'ichi
- Kotono Mitsuishi - Freeze
- Kumiko Watanabe - Corrector Eco
- Mugihito - Profesor Inukai
- Shiho Kikuchi - Yanagi Akiko
- Shinobu Satouchi - Corrector Follow
- Takashi Matsuyama - Corrector Synchro
- Tomohiro Nishimura - I.R.
- Yuko Kagata - Haruna
- Yuri Amano - Sakura Kasuga
- Chieko Honda - Manami Sayama
- Hiromi Sugino - Corrector Jaggy
- Hiroshi Isobe - Shun
- Kae Araki - Ai Shinozaki
- Kazuhiro Nakayama - Virus
- Mugihito - Grosser
- Yuka Nagayoshi - Reiko Kan'nonzaki
- Yuki Kaida - Fiina

### México e Hispanoamérica
- María Fernanda Morales - Yui Kasuga/Corrector Yui
- Luis Daniel Ramírez- I.R.
- Laura Ayala - Ai Shinozaki/Corrector Ai
- Mayra Arellano - Haruna Kisaragi/Corrector Haruna
- Elsa Covián - Rescue
- Isabel Martiñon - Eco/Reiko Kanonzaki
- Circe Luna - Ante
- Miguel Ángel Ghigliazza - Lobo Guerrero/Grosser
- Bardo Miranda - Synchro
- José Luis Reza - Control
- Armando Rendiz - Paz
- Enrique Mederos - Fallow
- Alejandro Villeli - Prof Mototsugu Inukai
- Gerardo Reyero - Jaggy
- Catalina Múzquiz - Freezy
- Martin Soto - Virus
- Irwin Daayán - Ichitaro Ishikawa
- Eduardo Garza - Takashi Fuji
- Karla Falcón - Akiko Yanagi
- José Gilberto Vilchis - Bento (temp. 1)
- Enzo Fortuny - Bento (temp. 2)'
- Mónica Villaseñor - Maestra Manami Sayama
- Cony Madera - Sakura Kasuga
- Ricardo Mendoza - Shinichi Kasuga
- Yamil Atala - Shun Tojou
- Alondra Hidalgo - Ai (niña del osito)
- Silvia Garcel - Osito/Sol/Voces adicionales
- Jesus Colin - Hombre Misterioso
- Homero Villareal - Ryo Kurokawa
- Rocio Garcel - Voces adicionales

### España
- Ana Begoña Eguileor - Yui Kasuga/Corrector Yui
- Alberto Escobal García- I.R.
- Eba Ojanguren - Ai Shinozaki/Corrector Ai
- Pilar Ferrero - Haruna Kisaragi/Corrector Haruna
- Sonia Torrecilla - Rescue
- Sonia Torrecilla - Eco
- Eba Ojanguren - Reiko Kanonzaki
- Alazne Erdozia - Hormiga
- Alberto Escobal García - Synchro
- Victor Prieto - Prof Mototsugu Inukai'
- Estivaliz Lizarraga - Hielo
- Juan Martín Goirizelaia - Takashi Fuji
- Rosa Romay - Akiko Yanagi
- Alazne Erdozia - Sakura Kasuga

## Música

### Japonés
Openings:
- Episodios 1-26: Eien to iu Basho, interpretado por Kyoko.
- Episodios 27-52: Tori ni Naru Toki, interpretado por Satsuki.

Endings:
- Episodios 1-26: Mirai, interpretado por LEGOLGEL.
- Episodios 27-52: Requiem, interpretado por Satsuki.

### Español
Openings:
- Eien to iu Basho, interpretado por Josu Cubero.

Endings:
- Mirai, interpretado por LEGOLGEL.
- Requiem, interpretado por Satsuki.

## Lista de episodios
El anime consta de 52 episodios distribuidos en 2 temporadas.

### Primera temporada
1. Vamos a la RedCom.
2. Cuidado con el correo electrónico nocivo.
3. Mucho cuidado con la comida.
4. Problemas en la red del amor.
5. Escucha el canto de la naturaleza - Parte 1.
6. Escucha el canto de la naturaleza - Parte 2.
7. Problemas en la red O-Edo.
8. Ayudando a Rescue.
9. La odisea espacial de Yui.
10. Peligro en la casita del pan.
11. El canto de la ballena - Parte 1.
12. El canto de la ballena - Parte 2.
13. El misterio de los ocho correctores.
14. Duelo en la red.
15. Investigación a bordo del expreso de oriente.
16. Yaggi y su pista de entrenamiento.
17. El aullido de Lobo.
18. Yui la espía novata.
19. Princesa de entrenamiento.
20. Grosser busca a Haruna.
21. Syncro, el último corrector.
22. El ángel de la oscuridad.
23. Corrector contra corrector.
24. La decisión de Yui.
25. Ataque al castillo de Grosser.
26. Un nuevo principio.

### Segunda temporada
1. Ya no necesitamos de I.R.
2. ¿Corrector Yui ya no es necesaria?
3. La pequeña niña misteriosa.
4. Yui y la batalla en el escenario.
5. Voy a ser caricaturista.
6. Batalla a menos de cero grados.
7. ¿Cómo ser más popular con las chicas?
8. En busca del sol.
9. Yui será una estrella pop.
10. Nettie desapareció.
11. Freeze regresa a la escuela.
12. Una lección privada de Ai.
13. Paz se vuelve salvaje.
14. ¡Vamos a los manantiales termales!
15. La vuelta al mundo en ocho horas.
16. Corrector Haruna, ¡Hazlo!
17. Yui se enamora.
18. Problemas en la biblioteca de Yaggi.
19. La niña de los girasoles.
20. Las tres correctores.
21. La terrible Freeze.
22. ¿Quién es corrector Ai?
23. Corrector Ai, ayayayay
24. La RedCom en peligro.
25. La RedCom al borde de la destrucción.
26. ¡Todos somos amigos!